# Klemens (patriarcha Konstantynopola)
Klemens, gr. Κλήμης – ekumeniczny patriarcha Konstantynopola przez 42 dni w 1667 r.

## Życiorys
Był metropolitą Ikonium. Został wybrany na patriarchę w dniu 9 września 1667 r. Jego wybór nie został zatwierdzony przez sułtana i w dniu 21 października 1667 został zmuszony do ustąpienia.